# Cassida morondaviana
Cassida morondaviana es un coleóptero de la familia Chrysomelidae.
Fue descrita científicamente en 2007 por Borowiec.